# Child Ballads
Als Child Ballads (Child-Balladen) bekannt wurde eine Sammlung von 305 traditionellen Balladen aus England und Schottland mit amerikanischen Varianten, die von Francis James Child in der zweiten Hälfte des 19. Jahrhunderts gesammelt und unter dem Titel The English and Scottish Popular Ballads veröffentlicht wurden. Die Melodien zu den meisten Balladen wurden in den 1960er Jahren von Bertrand Harris Bronson gesammelt und veröffentlicht. Seit dem „Folk-Revival“ in der Mitte des 20. Jahrhunderts sind die Child Ballads Bestandteil des Repertoires zahlreicher Folk-Musiker.

## Die Balladen

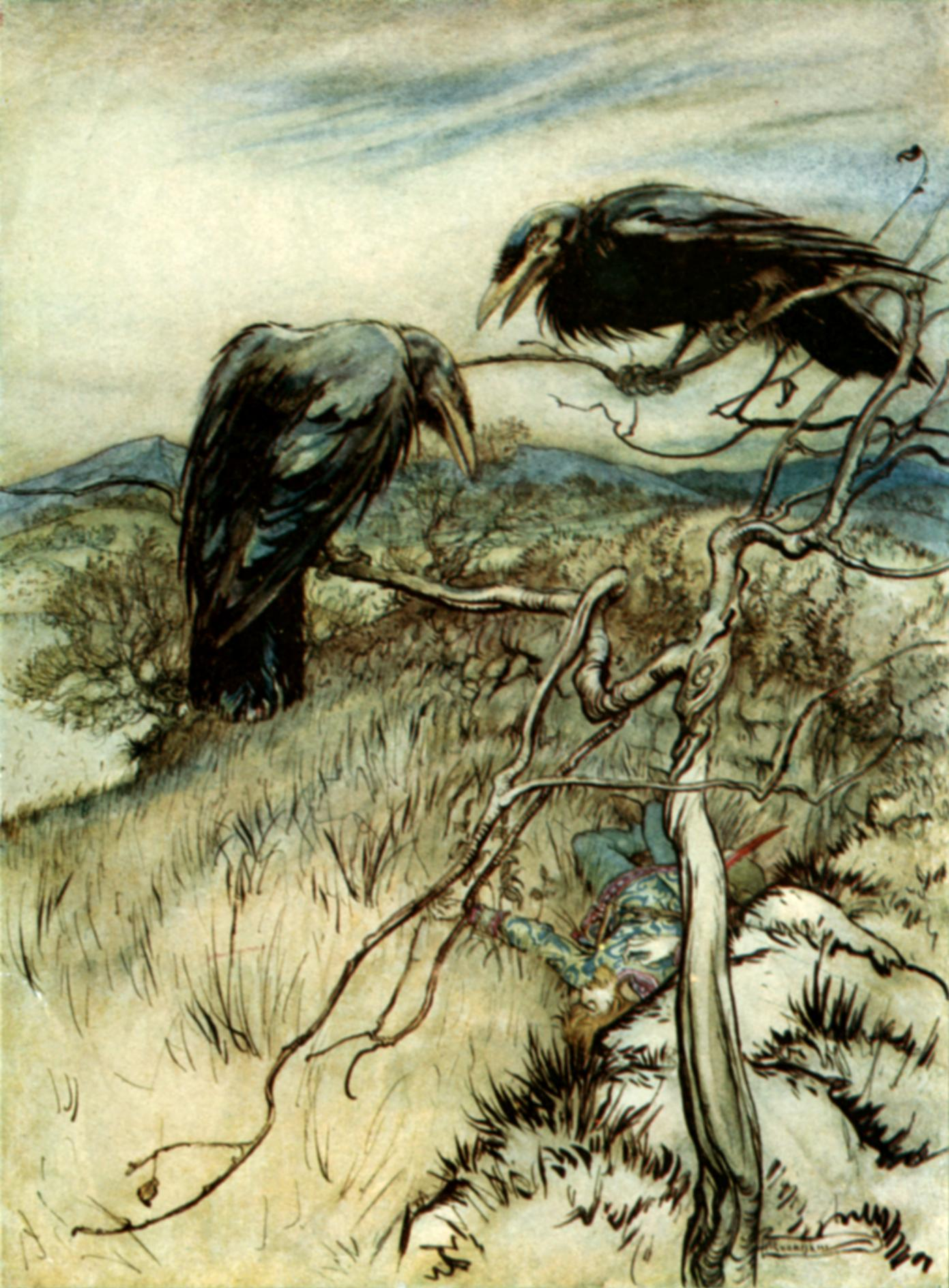
Arthur Rackham: Illustration von Ballade 26, The Twa Corbies

Bereits vor Childs Sammlung waren diverse Sammlungen englischer und schottischer Balladen erschienen, als pionierhaftes Werk insbesondere die Reliques of Ancient English Poetry von Thomas Percy (1765). Child orientierte sich für die Gestaltung seiner Sammlung an Svend Grundtvigs Danmarks gamle Folkeviser, indem er die Balladen thematisch klassifizierte und nummerierte sowie unterschiedliche Versionen zur Erleichterung von Vergleichen nebeneinanderstellte. Eine Child-Nummer kann daher verschiedene Balladen abdecken, die nach Childs Ansicht Varianten der gleichen Geschichte darstellen. Andererseits können Balladen, die bei Child unter unterschiedlichen Nummern eingeordnet sind, einzelne identische Verse enthalten.
Keine andere Sammlung englischsprachiger Balladen vor Child war vergleichbar umfangreich. Die Balladen sind von unterschiedlichem Alter; während beispielsweise das Manuskript von Judas aus dem 13. Jahrhundert stammt, wurde eine Version von A Gest of Robyn Hode im späten 15. oder frühen 16. Jahrhundert gedruckt. Die meisten Balladen stammen jedoch aus dem 17. und 18. Jahrhundert. Nur von einer Handvoll lässt sich mit Sicherheit feststellen, dass sie vor 1600 entstanden sind. Darüber hinaus sind die meisten Melodien neueren Datums. Child griff für viele Balladen auf sogenannte Broadsides zurück, kommerzielle Flugblätter des 16. und 17. Jahrhunderts. Er wollte dabei nur „wahre Volksballaden“ in seine Sammlung aufnehmen, die er von den Werken „professioneller Balladenmacher“ unterschied. Unter anderem seien die Themen „wahrer“ Balladen nach Child nicht „abscheulich“, ihr Stil sei unaffektiert, weder weitschweifig noch vulgär. Childs Kriterien für „wahre Volksballaden“ werden dabei in einem Artikel von Dave Harker im Folk Music Journal als ein „Geflecht willkürlicher Behauptungen“ kritisiert. Gemäß Harker wandte Child für seine Definition vor allem negative Kriterien an, die dem bürgerlichen Geschmack seiner Zeit entsprachen. Seine Sammlung genoss jedenfalls hohes Ansehen; 1933 schrieb Thelma G. James im Journal of American Folklore, dass Childs 305 Balladen auf „mysteriöse Weise“ als allen anderen englischen Volksliedern überlegen kanonisiert worden seien.
Die Balladen bewegen sich sowohl inhaltlich als auch stilistisch in einem breiten Spektrum. Ihre Inhalte reichen von der dramatisierten Wiedergabe historischer Ereignisse bis zum Märchen. Viele Balladen widmen sich Robin Hood, einige König Artus. Nach Thelma G. James sei es angesichts des inhaltlichen, stilistischen und qualitativen Spektrums unangemessen, von Child-Balladen als einem bestimmten Typus von Ballade zu sprechen, vielmehr sei eine Child ballad schlicht eine von Francis J. Child gesammelte Ballade.

## Moderne Aufnahmen
Durch das „Folk-Revival“ in der Mitte des 20. Jahrhunderts wurden die Child Ballads wieder einem breiteren Publikum bekannt. So nahm Burl Ives 1949 die beiden Balladen Lord Randall und The Divil and the Farmer für sein Album The Return of the Wayfaring Stranger auf. 1956 veröffentlichten Ewan MacColl und A. L. Lloyd 72 Child-Balladen in vier Doppel-Alben mit dem Titel The English and Scottish Popular Ballads. 1960 veröffentlichte John Jacob Niles The Ballad Book of John Jacob Niles, worin er Folksongs, die er im frühen 20. Jahrhundert in den südlichen USA und in den Appalachen gesammelt hatte mit den Child-Balladen verknüpfte. Diese Veröffentlichung bildete eine weitere Grundlage für das Folk-Revival. Joan Baez sang verteilt über ihre ersten fünf, kommerziell erfolgreichen Alben zehn Child-Balladen. Britische Electric Folk-Gruppen wie Fairport Convention, Pentangle und Steeleye Span griffen für ihr Repertoire intensiv auf die Child-Balladen zurück. Harry Everett Smith nahm einige in seine Anthology of American Folk Music auf.
Child-Balladen werden gelegentlich auch von Musikgruppen interpretiert, die ansonsten nicht mit Folk in Verbindung gebracht werden, beispielsweise Weens Fassung von The Unquiet Grave (Child 78) unter dem Titel Cold Blows the Wind oder Fassungen von Barbara Allen (Child 84) von den Everly Brothers, Art Garfunkel und John Travolta (im Soundtrack zum Film Lovesong for Bobby Long).

## Ausgaben
Child veröffentlichte zunächst 1857/1858 eine Sammlung unter dem Titel English and Scottish Ballads in acht Bänden, die eine geringere Anzahl an Varianten für die einzelnen Balladen und einen verglichen mit der späteren zehnbändigen Ausgabe wesentlich bescheideneren Kommentar enthält. Jedoch unterscheidet sich auch die Auswahl der Balladen – beide Ausgaben enthalten etwa 100 Balladen, die in der jeweils anderen nicht zu finden sind. Eine zweite Auflage dieser Ausgabe erschien 1860.
- English and Scottish Ballads. Little, Brown & Co., Boston 1857–1858.
  - Vol I (online)
  - Vol III (online)
  - Vol IV (online)
  - Vol V (online)
  - Vol VI (online)
  - Vol VII (online)
  - Vol VIII (online)

The English and Scottish Popular Ballads in zehn Bänden (1882–1898) kommentiert 305 Balladen auf enzyklopädische Weise, vergleicht die unterschiedlichen Versionen der Balladen und stellt sie in einen Zusammenhang mit anderen Balladen und Prosawerken in dreißig Sprachen. Im Durchschnitt werden pro Ballade fünf verschiedene Versionen geboten. Darüber hinaus enthält das Werk ein Glossar der archaischen und schottischen Wörter und ein umfangreiches Quellenverzeichnis. Die zehn Bände waren ursprünglich als fünf Bände in je zwei Halbbänden nummeriert. Diese Ausgabe wurde wiederholt neu aufgelegt.
- The English and Scottish Popular Ballads. Houghton, Mifflin & Co, Boston / New York 1882–1898.

Die Urheberrechte sind abgelaufen; beide Ausgaben sind als Digitalisate frei verfügbar, beispielsweise im Internet Archive oder beim Project Gutenberg. Sie sind auch Teil der weitaus umfassenderen Volksliederdatenbank Roud Folk Song Index.